# Låisajaure
Låisajaure är en sjö i Gällivare kommun i Lappland och ingår i Luleälvens huvudavrinningsområde.